# Ȝ
Ȝ、ȝ（yogh）是中古英语和中古苏格兰语所用的字母，是在中世纪（11世纪至16世纪）用在手稿的拉丁字母。它代表 /j/ 和一些软腭音，包括 cat 的 /k/ ，girl 的 /g/， hang 的 /ŋ/ 等。這個字母源於 g 的中古拉丁文字變體。
由於在中世紀的英語書寫，Ȝ的寫法與Ʒ ʒ（Ezh）很相近；在中古苏格兰语，Ȝ這個字母用來表示/j/這個音，亦由於早期蘇格蘭的印刷廠的字模裡沒有Ȝ這個字母，使他們用了草書體的 z 來替代，亦令後人把這兩個字母混淆了。所以在 Unicode 1.0 版，這兩個字母被错误地统一，直至 Unicode 3.0 版才获得更正。在低地苏格兰语，現時有部份原來使用Ȝ的字母已改用 z 字来拼写。
Ȝ形似於阿拉伯數字「3」（網路上的參考工具書中有時會用3代替Ȝ），由於那時的英語離定型尚遠，有些文獻對這個字母和數字3的記載會有些混淆之處。、在 Unicode 的代碼點分別是 U+021C 和 U+021D。在 HTML 裡則分別是 &#540; 和 &#541;。